# Де ла Нюкс, Поль Веронж
Поль Веронж де ла Нюкс (фр. Paul Véronge de la Nux; 29 июня 1853, Реюньон — 1928) — французский композитор.
Окончил Парижскую консерваторию (1872) по классу композиции Франсуа Базена, учился также у Теодора Дюбуа (гармония) и Антуана Мармонтеля (фортепиано). В 1876 г. был удостоен Римской премии второй степени за кантату «Юдифь», последующие два года работал в Риме, где написал оперу «Давид Риссио» (на сюжет о Давиде Риччо) и Симфоническую увертюру. Затем вернулся в Париж, на протяжении ряда лет был хормейстером Театра Возрождения (фр. Théâtre de la Renaissance). Написал ряд камерных сочинений. Опера де ла Нюкса «Заира» (фр. Zaïre, по одноимённой повести Вольтера) была в 1890 году поставлена в Парижской опере после нескольких лет проволочки, что вызвало затяжной скандал между композитором и администрацией оперы; опера сошла со сцены после десятого представления. Написал по заказу Парижской консерватории несколько пьес для выпускных экзаменов. На рубеже веков работал инспектором по музыкальному образованию, в 1903 г. награждён Орденом Почётного легиона.